# 永山智行
永山 智行（ながやま ともゆき、1967年 - ）は宮崎県出身の演出家、劇作家。都城市を本拠地とする劇団こふく劇場代表。元(公財)宮崎県立芸術劇場演劇ディレクター。

## 経歴
1967年、宮崎県都城市に生まれる。東京学芸大学に進学後、「演劇鑑賞」の授業の受講生による自主上演会にて演劇活動を開始。大学卒業後は就職せずに帰郷、宮崎県立都城泉ヶ丘高等学校演劇部出身者を中心に、1990年に劇団クロスピアを旗揚げする。1997年に劇団こふく劇場に改名。
1995年、『空の月、胸の石-それでもきみといつまでも』が日本劇作家協会新人戯曲賞最終選考にノミネートされる。翌1996年にも『北へ帰る』が2年連続で日本劇作家協会新人戯曲賞の最終選考に残る。2001年『so bad year』でAAF戯曲賞受賞。2006年〜2016年3月まで宮崎県立芸術劇場の演劇ディレクターを務めた。

## 演劇ディレクターの活動
- 『演劇・時空の旅』自主制作公演
- 『演劇の学校』演劇かじってみよう・せりふ書いてみる？・劇団をつくろう！
- 『けんげきくんがゆく！』アウトリーチ

## 時空の旅シリーズ
- 『女の平和』2009
- 『シラノ・ド・ベルジュラック』2010
- 『三人姉妹』2011
- 『フォルスタッフ』2012
- 『日本人のへそ』2013
- 『シラノ・ド・ベルジュラック』2014
- 『ゴドーを待ちながら』2015
- 『三文オペラ』2016(未上演)

## 劇作家の活動
- 『so bad year』
- 『二軍のひと』
- 『さあかす団、西へ』
- 『やがて父となる』
- 『ガンボのおはなし』
- 『トリオ』
- 『隣の町』
- 『青空』
- 『空の月、胸の石』『空の月、胸の石2011』
- 『水をめぐる』『水をめぐる2』『水をめぐる3』
- 『土地／戯曲』
- 『土地／自博』
- 『prayer/s』
- 『昏睡』
- 『お伽草子／戯曲』
- 『古事記は歌ふ』
- 『ただいま』
- 『ロマンス』
- 『猫を探す』
- 『いきたひと』

## 書籍
- 『永山智行戯曲集 ロマンス/いきたひと/猫を探す』(而立書房 2022年）